# Islas Farne
Las islas Farne (también conocidas coloquialmente como the Farnes, "las Farnes") son un grupo de pequeñas islas costeras del mar del Norte, situadas en la costa oriental de Inglaterra, en las costas de Northumberland. Existen de quince a veinte o más islas dependiendo de la altura de la marea. Están dispersas a unos 2,5-7,5 km de distancia de la costa inglesa, divididas en dos grupos, el Grupo Interior y el Grupo Exterior. Las islas principales en el Grupo Interior son Inner Farne, Knoxes Reef, East Wideopen y West Wideopen (todas se juntan durante las mareas muy bajas) y algo separada la Megstone; las islas principales del Grupo Exterior son la isla Staple, la Brownsman, North Wamse, South Wamse, Big Harcar y la Longstone. Los dos grupos están separados por el estrecho Staple. El punto más alto, sobre la Inner Farne, es de 19 metros sobre el nivel medio del mar.

## Historia
Los primeros habitantes que se conocen de las islas Farne fueron varios Culdees, algunos conectados con Lindisfarne. Estos seguían la vieja tradición de los celtas de ermitas en islas, que había en Inglaterra, Irlanda y Escocia.
El primer visitante registrado por su nombre fue San Aidan seguido por San Cuthbert. Este último fue llamado para el cargo de obispo de Lindisfarne pero después de dos años volvió a la soledad de la Inner Farne y murió allí en 687, cuando San Aethelwold tomó la residencia vacante. Entre otras acciones, San Cuthbert introdujo leyes especiales en 676 para la protección de los eider común y otras aves marinas de la isla; se piensa que éstas son las más antiguas leyes de protección de aves que se hayan promulgado en cualquier lugar del mundo.
Las islas no tienen población permanente, sus únicos residentes son los cuidadores de aves del National Trust for Places of Historic Interest or Natural Beauty durante parte del año: ellos viven en la vieja torre Pele de la Inner Farne, la mayor y más próxima de estas islas a Gran Bretaña, y también en la casita del faro de la isla Brownsman del Grupo Exterior. La torre Pele fue construida por Thomas Castell, Prior de Durham hacia el año 1500. Existe también una capilla establecida en el sitio del oratorio de San Cuthbert hace 600 años. Fue restaurada en tiempos recientes con materiales viejos traídos todos de la Catedral de Durham.
Todas los faros en las Farnes son ahora automáticos y no tienen guardianes residentes, aunque en años pasados sí los tenían. Se pueden ver las ruinas de faros viejos, por ejemplo en la Brownsman donde hay dos. Antes de los faros existían almenaras en varias de las islas. El manchón blanco prominente sobre el acantilado del faro que enfrenta las costas británicas (ver foto) suele ser confundido por los visitantes con las manchas producidas por las deposiciones de aves; aunque muchas partes de las islas sí exhiben esas manchas, en este caso se debe a los depósitos de tiza producidos por los muchos años de desperdicios del carburo de calcio usado en el faro, tirados por el acantilado.

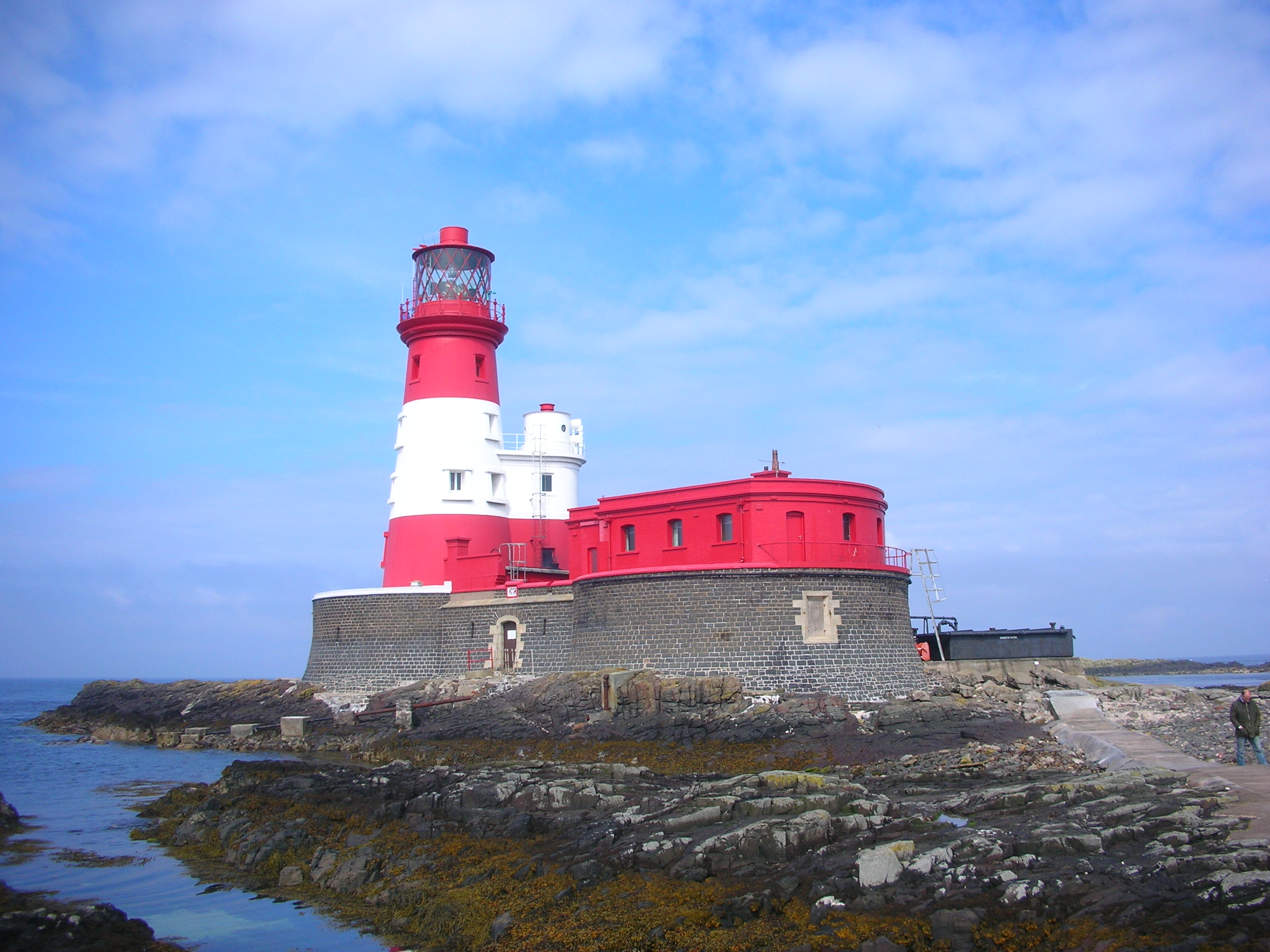
Faro de Longstone en las Farnes desde donde Grace Darling y su padre se lanzaron al rescate.

## Grace Darling
Una de las grandes atracciones de las islas Farne es la historia de Grace Darling y el naufragio del barco Forfarshire. Grace Darling era la hija del torrero del faro de Longstone, William Darling, y el 7 de septiembre de 1838 a la edad de 22 años, ella y su padre rescataron durante una fuerte tormenta y densa niebla, a nueve personas del naufragio del Forfarshire que se había encallado en la roca Harker. La anécdota del rescate atrajo atención extraordinaria por toda Gran Bretaña e hizo a Grace Darling una heroína que se asentó en el folclor británico.

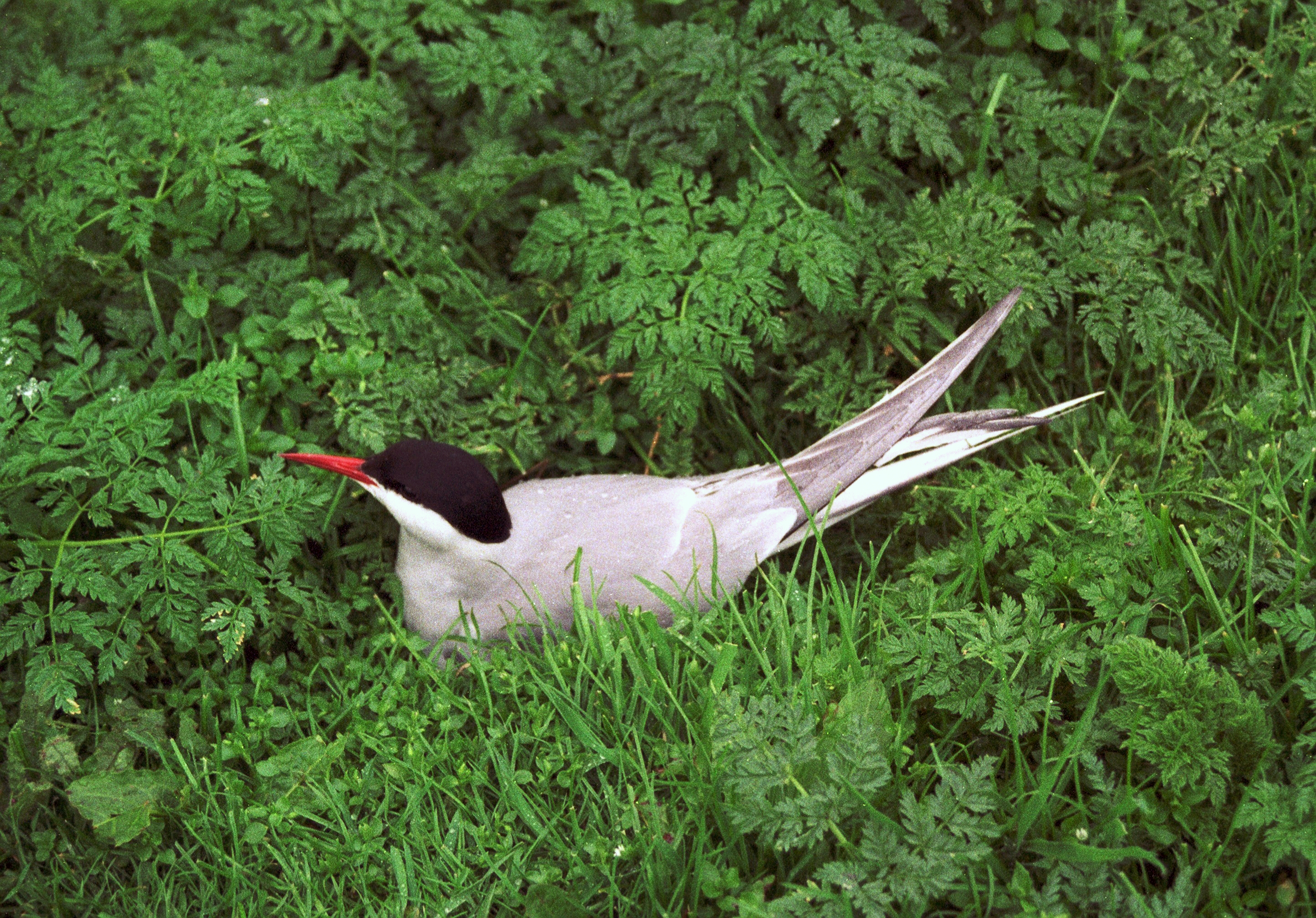
Charrán ártico (Sterna paradisaea) en el nido en la Inner Farne.

## Ecología e historia natural
En los meses más cálidos las Farnes, un hábitat de vida silvestre importante, son muy visitadas por viajes en navíos desde Seahouses. Botes locales tienen licencias para desembarcar pasajeros en Inner Farne, Isla Staple y la Longstone; el desembarco en las otras islas está prohibido para proteger la vida silvestre. En el momento justo del año muchos frailecillo atlántico pueden ser vistos y son muy populares para los visitantes; en la Inner Farne, los charranes árticos anidan cerca del sendero y atacarán al visitante que se aproxime demasiado (a los visitantes se les aconseja insistentemente el uso de sombreros). Algunas de las islas también mantienen una población de conejos que fueron introducidos como fuente de carne y desde entonces se volvieron salvajes. Las poblaciones de conejos y de frailecillos usan las mismas madrigueras en épocas del año diferentes, los frailecillos son suficientemente fuertes como para espantar (con peligrosos picotazos) a los conejos de las madrigueras durante la temporada de anidación. Las islas mantienen también una notable colonia de alrededor de 6000 focas grises, con varios cientos de cachorros nacidos cada año de septiembre a noviembre.

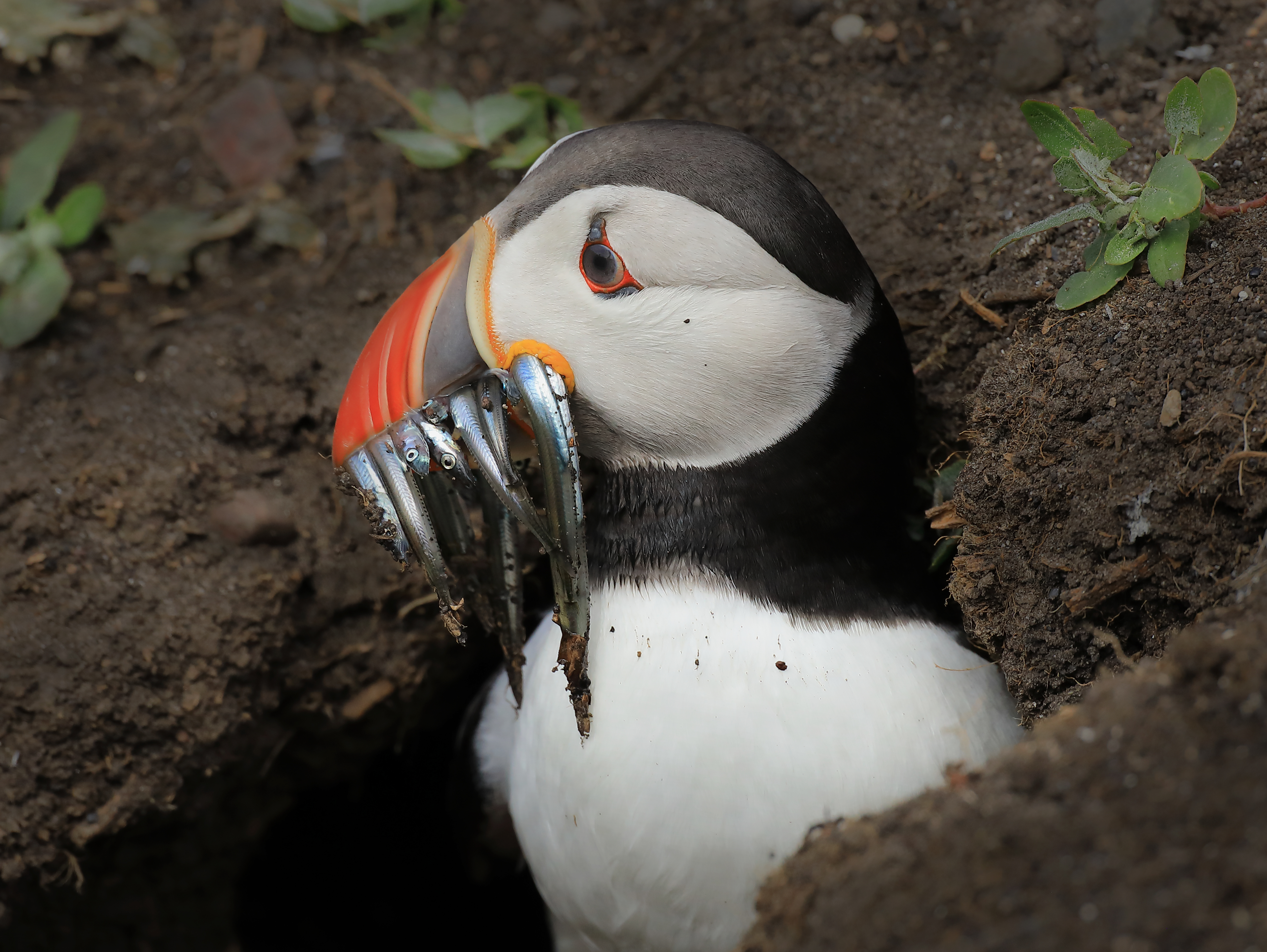
Un frailecillo atlántico seguro en su madriguera en las islas Farne.

Aves que se reproducen en las Farnes (datos de 2005) incluyen:

- Eider común: 875 parejas
- Fulmar boreal: 176 parejas
- Cormorán grande: 185 parejas
- Cormorán moñudo: 937 parejas
- Ostrero euroasiático: 33 parejas
- Gaviota argéntea: 540 parejas
- Gaviota sombría: 431 parejas
- Gaviota tridátila: 5375 parejas
- Charrán patinegro: 1913 parejas
- Charrán rosado: 1 pareja (especie amenazada)
- Charrán común: 155 parejas
- Charrán ártico: 2380 parejas
- Arao común: 46 915 aves
- Alca común: 277 parejas
- Frailecillo atlántico: 55 674 parejas en 2003 (no contada en 2005)
- Bisbita costero: 20 parejas

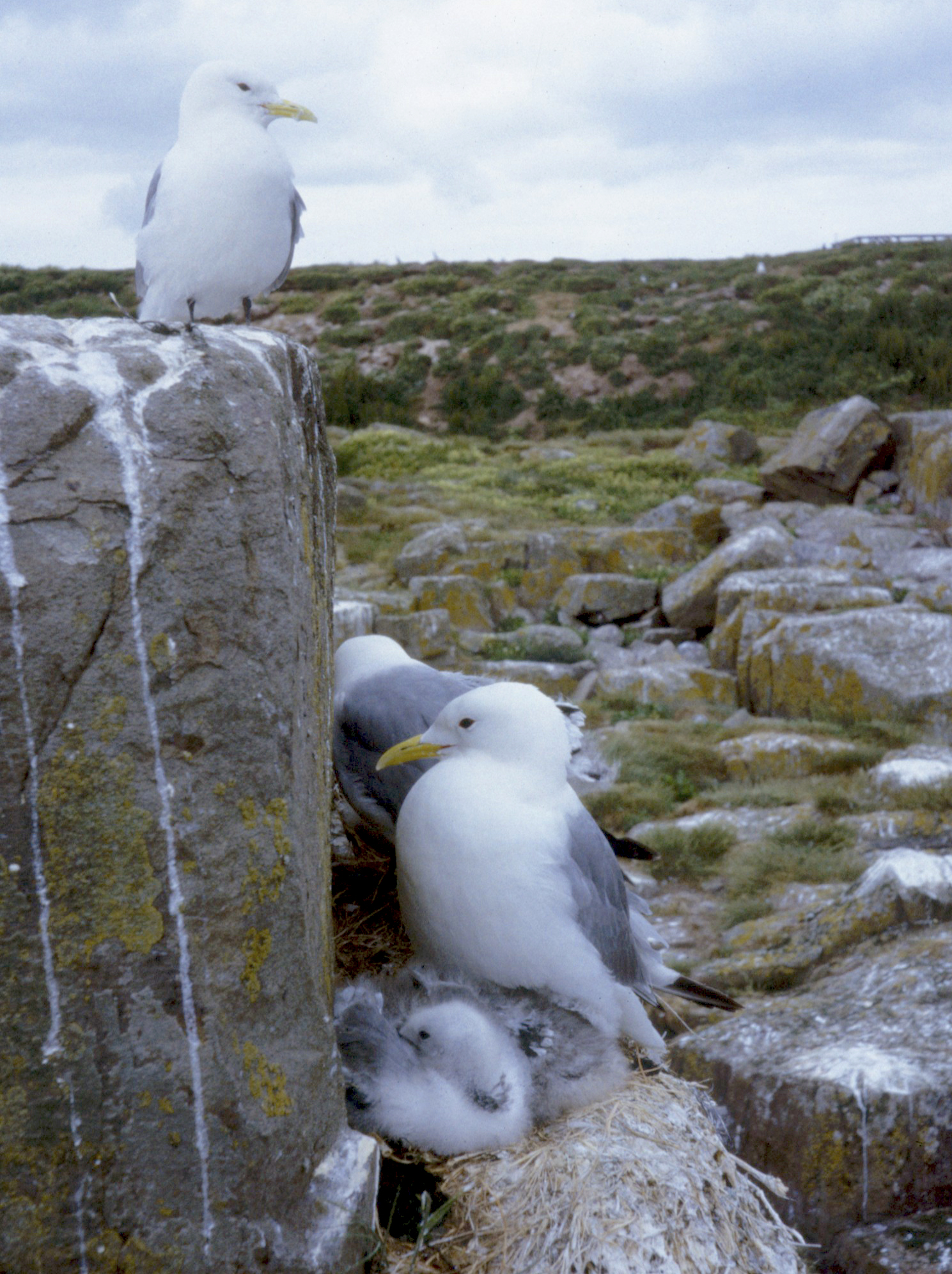
Gaviota tridáctila (Rissa tridactyla) en el nido en la isla Staple.

Un total de 290 especies de aves han sido registradas en las Farnes, incluyendo hacia 1760, un ejemplar del ahora extinguido gran alca.
En 28-29 de mayo de 1979, un charrán aleutiano, un charrán raro de las islas Aleutinas en el norte del océano Pacífico, visitó las Farnes. Fue el primer, y aún el único, miembro de la especie que se haya visto alguna vez en Europa. Permanece como un completo misterio como llegó allí.
Un visitante inusual más duradero fue "Elsie" una charrán bengalí, que visitó las islas Farne cada verano desde 1984 a 1997; periodo durante el cual se apareó con un macho de charrán patinegro, y crio varios polluelos híbridos, atrayendo varios miles de ornitófilos interesados en ver esta especie en el Reino Unido. Los charranes bengalíes normalmente anidan en las islas frente a las costas de Libia y migran a África Occidental para invernar; se piensa que "Elsie" se equivocó de vuelta y de charrán en el estrecho de Gibraltar durante la migración de primavera.
Un charrán ártico de las Farnes, anillado mientras era polluelo y aún no volaba en el verano de 1982, llegó a Melbourne, Australia en octubre de 1982, un viaje transoceánico de 22 000 km en solo tres meses después de emplumar. Ésta permanece como una de las travesías más largas para cualquier ave.
Una visión clásica de las Farnes, muy popular entre los fotógrafos, es la que se ve desde el puerto en Seahouses. Sin embargo, más al norte por la carretera hacia Bamburgh se pueden ver las islas desde más cerca y con excelentes panorámicas, en las vecindades de las Rocas Monks House, así como desde el castillo de Bamburgh y desde la playa.

## Geología
Las Farnes son salientes resistentes de rocas ígneas doleritas. Estas habrían estado originalmente unidas a Gran Bretaña y rodeadas de áreas menos resistentes de rocas calcáreas. A través de una combinación de erosión de las rocas débiles circundantes y de la elevación del nivel del mar que siguió a la última era glacial, las Farnes quedaron como islas. Las doleritas forman fuertes columnas debido a la forma en que se fisura la roca. Esto le da a las islas su forma empinada, en algunos lugares son acantilados verticales, y el mar alrededor tiene desperdigados pilones de hasta 22 metros de alto. Muchas de las islas pequeñas son de roca desnuda, pero las más grandes tienen una capa de arcilla en el subsuelo y un suelo de musgo sosteniendo vegetación. Los estratos de rocas se inclinan ligeramente subiendo hacia el sur, produciendo los acantilados más altos hacia el sur y algunas playas hacia el norte.

## Buceo
Así como son populares para los observadores de aves, las islas Farne son una locación popular para el buceo submarino. Las islas atraen buceadores porque hay focas, pecios de naufragios, y una variedad de sitios disponibles para todos los niveles de buceo.
La colonia de foca gris en las Farnes es de aproximadamente 5000 miembros que son curiosos y a menudo se aproximan a los buceadores en el agua; adicionalmente son muy impresionantes de observar bajo el agua.
Cientos de barcos han naufragado en las Farnes a través de los años, proveyendo abundancia de pecios que los buzos pueden buscar. Entre ellos están:
- Chris Christenson, un vapor danés que se hundió el 16 de febrero de 1915. Yace cerca en el arrecife frente a la punta sur de Longstone, Farnes Exteriores en cerca de 30-35 m a (55°38.397′N 1°36.182′O / 55.639950, -1.603033).[6][7]
- SS Abessinia era un vapor alemán de 453 pies (138 metros) que chocó contra Knifestone, Farnes Exteriores, el 3 de septiembre de 1921. Yace a 9-20 m a (55°38.9′N 1°36.12′O / 55.6483, -1.60200).
- El Brittania fue un vapor de carga y pasaje británico de 740 toneladas, y 210 pies (64 metros) que chocó contra las Callers, Farnes Exteriores, en niebla densa el 25 de septiembre de 1915.[8] El pecio yace a unos 8-30 m a  (55°37.688′N 1°35.991′O / 55.628133, -1.599850).[9][10]
- St Andre fue un vapor francés de 1120 toneladas que transportaba hierro en lingotes de arrabio. El 28 de octubre de 1908 golpeó la Crumstone y flotó alejándose hasta hundirse finalmente en la isla Staple.[11] Yace a unos 17-25 m a (55°37.84′N 1°37.18′O / 55.63067, -1.61967).

Generalmente es posible bucear en las Farnes con cualquier dirección del viento. Siempre hay algún sitio que queda resguardado. Algunas locaciones de buceo proveen incluso la oportunidad de combinar el buceo y la observación de aves, en particular Pinacles, donde los  Araos se pueden encontrar buceando a una profundidad de parada segura.